# Frank Mill
Frank Mill (ur. 23 lipca 1958 w Essen, zm. 5 sierpnia 2025 tamże) – niemiecki piłkarz występujący na pozycji napastnika.

## Kariera klubowa
Mill treningi rozpoczął w klubie Eintracht Essen. Potem trafił do juniorów zespołu Rot-Weiss Essen. W 1976 roku został włączony do jego pierwszej drużyny, grającej w Bundeslidze. W tych rozgrywkach zadebiutował 28 sierpnia 1976 w przegranym 0:3 meczu z FC Schalke 04. 27 listopada 1976 w przegranym 1:3 pojedynku z Eintrachtem Frankfurt strzelił pierwszego gola w Bundeslidze. W 1977 roku spadł z zespołem do 2. Bundesligi. W 1981 roku z 40 golami na koncie został królem strzelców 2. Bundesligi.

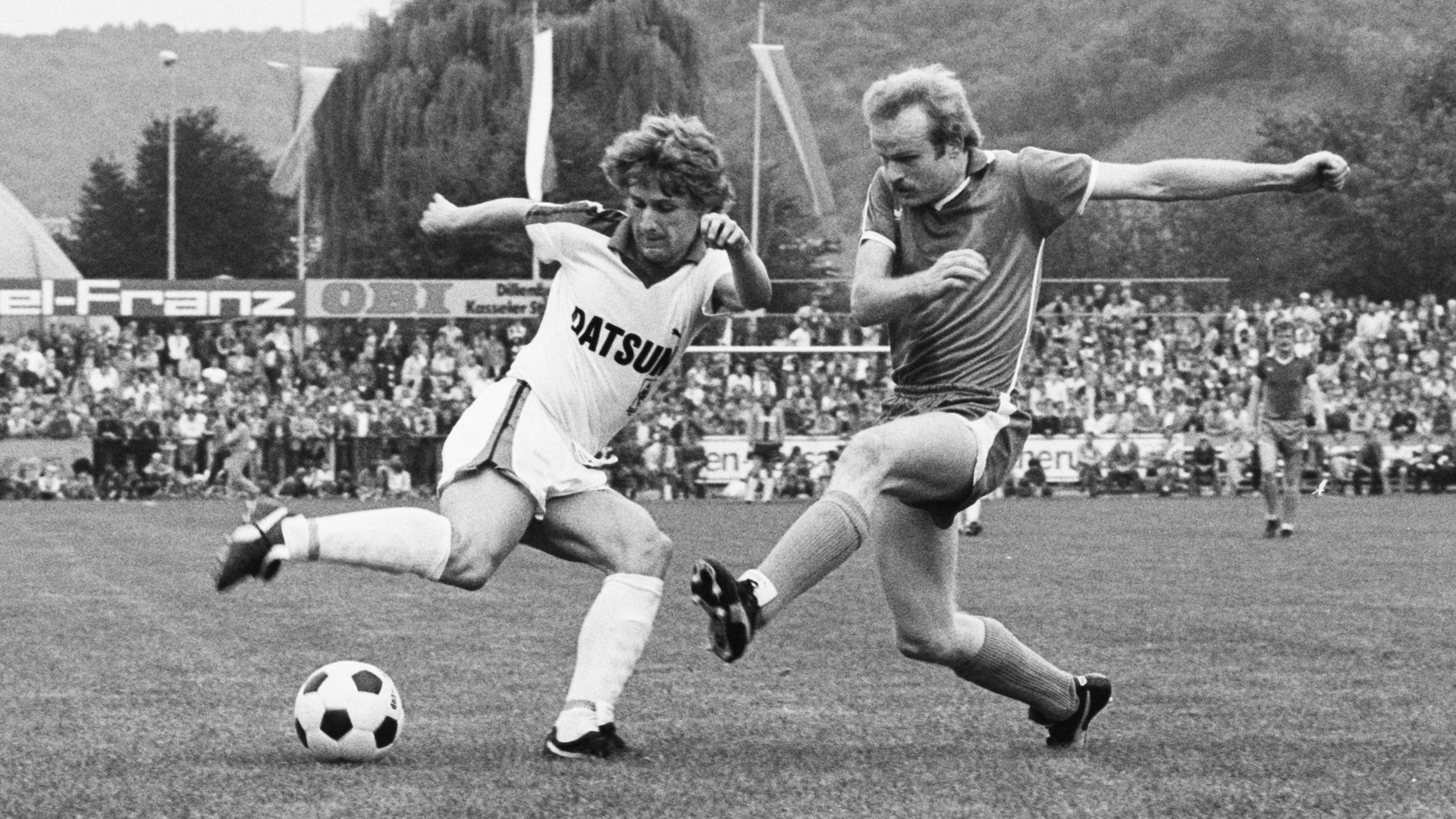
Frank Mill (po lewej, Borussia Mönchengladbach, 1981)

W 1981 roku Mill odszedł do pierwszoligowej Borussii Mönchengladbach. Pierwszy ligowy mecz zaliczył tam 8 sierpnia 1981 roku przeciwko Werderowi Brema (2:4). W 1984 roku z 19 bramkami na koncie zajął 3. miejsce w klasyfikacji strzelców Bundesligi. W tym samym roku zajął z zespołem 3. miejsce w Bundeslidze, a także dotarł z nim do finału Pucharu RFN, gdzie Borussia uległa jednak Bayernowi Monachium.
W 1986 roku Mill podpisał kontrakt z Borussią Dortmund, również z Bundesligi. W jej barwach zadebiutował 9 sierpnia 1986 w zremisowanym 2:2 ligowym pojedynku z Bayernem Monachium. W 1989 roku zdobył z klubem Puchar RFN. W 1992 roku wywalczył z nim wicemistrzostwo Niemiec. Natomiast w 1993 roku dotarł z nim do finału Pucharu UEFA, gdzie Borussia przegrała jednak z Juventusem.
W 1994 roku Mill odszedł do drugoligowej Fortuny Düsseldorf. W 1995 roku awansował z nią do Bundesligi, a w 1996 roku zakończył karierę.

## Kariera reprezentacyjna
W 1980 roku Mill rozegrał 2 spotkania w reprezentacji RFN U-21. W seniorskiej kadrze RFN zadebiutował 21 marca 1982 w przegranym 0:1 towarzyskim meczu z Brazylią. W 1984 roku był uczestnikiem letnich igrzysk olimpijskich, które RFN zakończył na ćwierćfinale.
W 1988 roku Mill wziął udział w mistrzostwach Europy. Zagrał na nich w pojedynkach z Danią (2:0), Hiszpanią (2:0) i Holandią (1:2). Natomiast kadra RFN turniej zakończyła na półfinale. W tym samym roku ponownie uczestniczył w letnich igrzyskach olimpijskich, podczas który reprezentacja RFN zajęła 3. miejsce.
W 1990 roku Mill był w drużynie na mistrzostwa świata. Nie wystąpił na nich w żadnym pojedynku. Natomiast kadra RFN została triumfatorem tamtego turnieju. W latach 1982–1990 w drużynie narodowej rozegrał w sumie 17 spotkań.